# Welle (Niedersachsen)

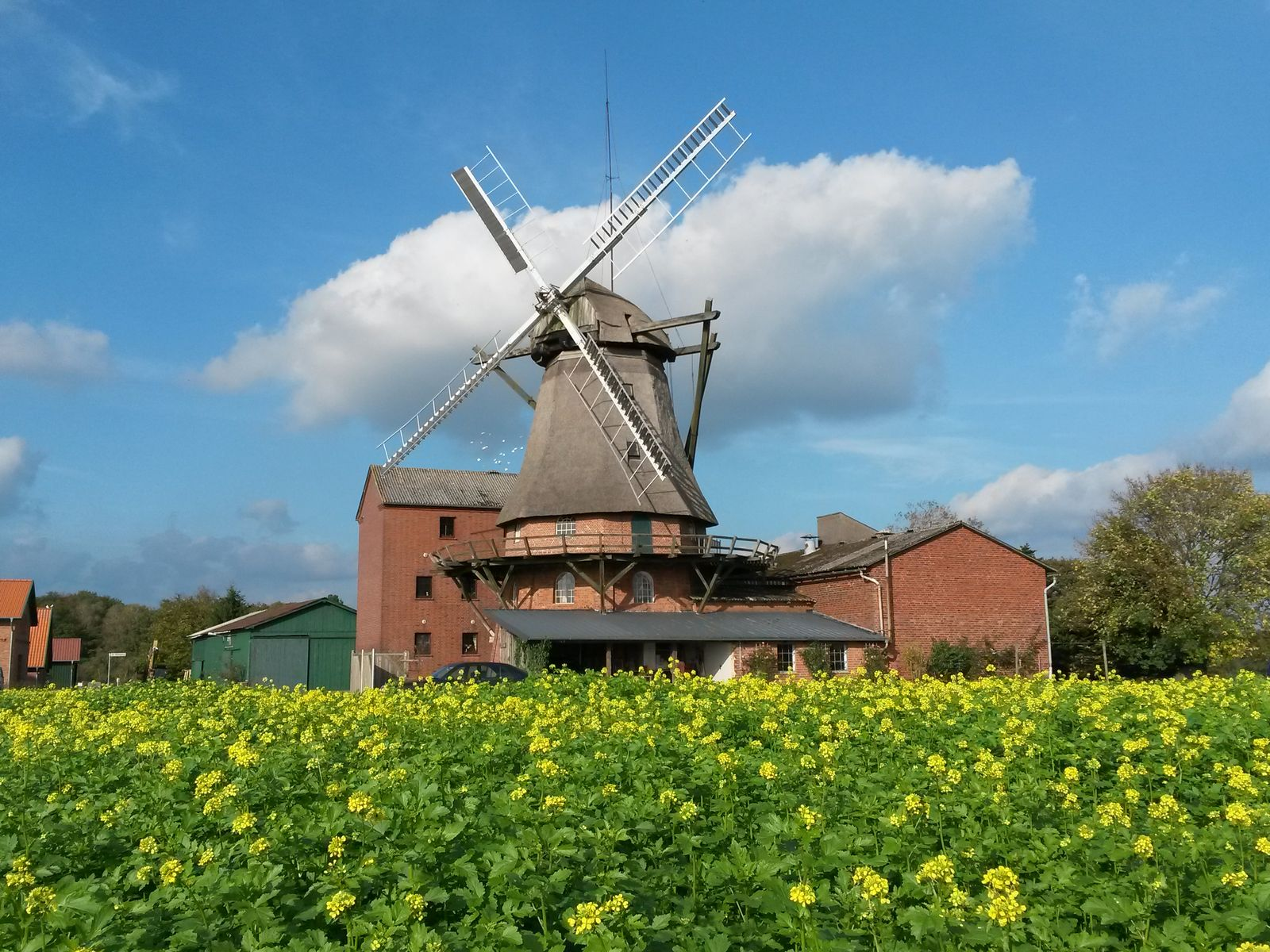
Kampener Mühle

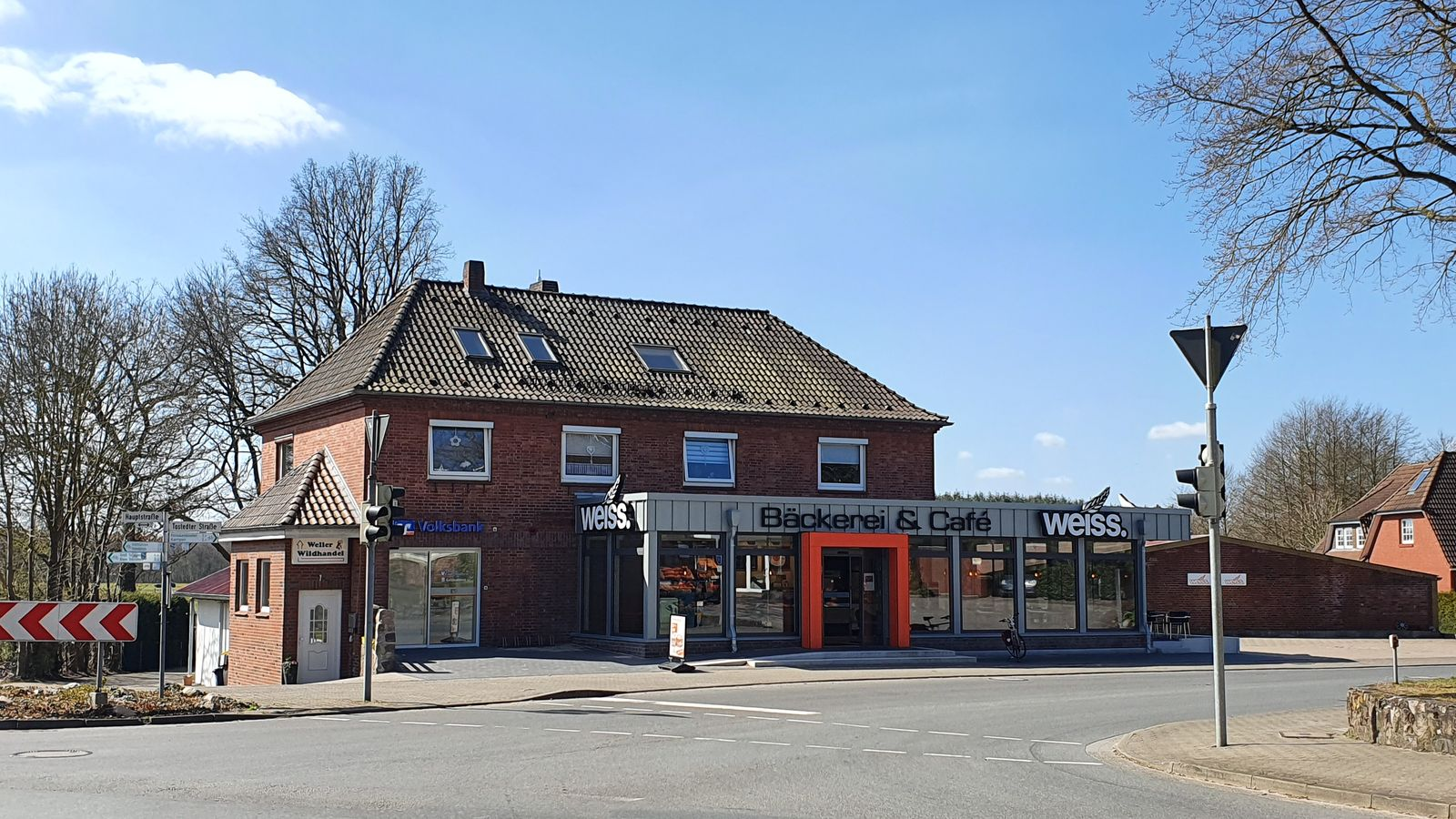
Welle Dorfladen

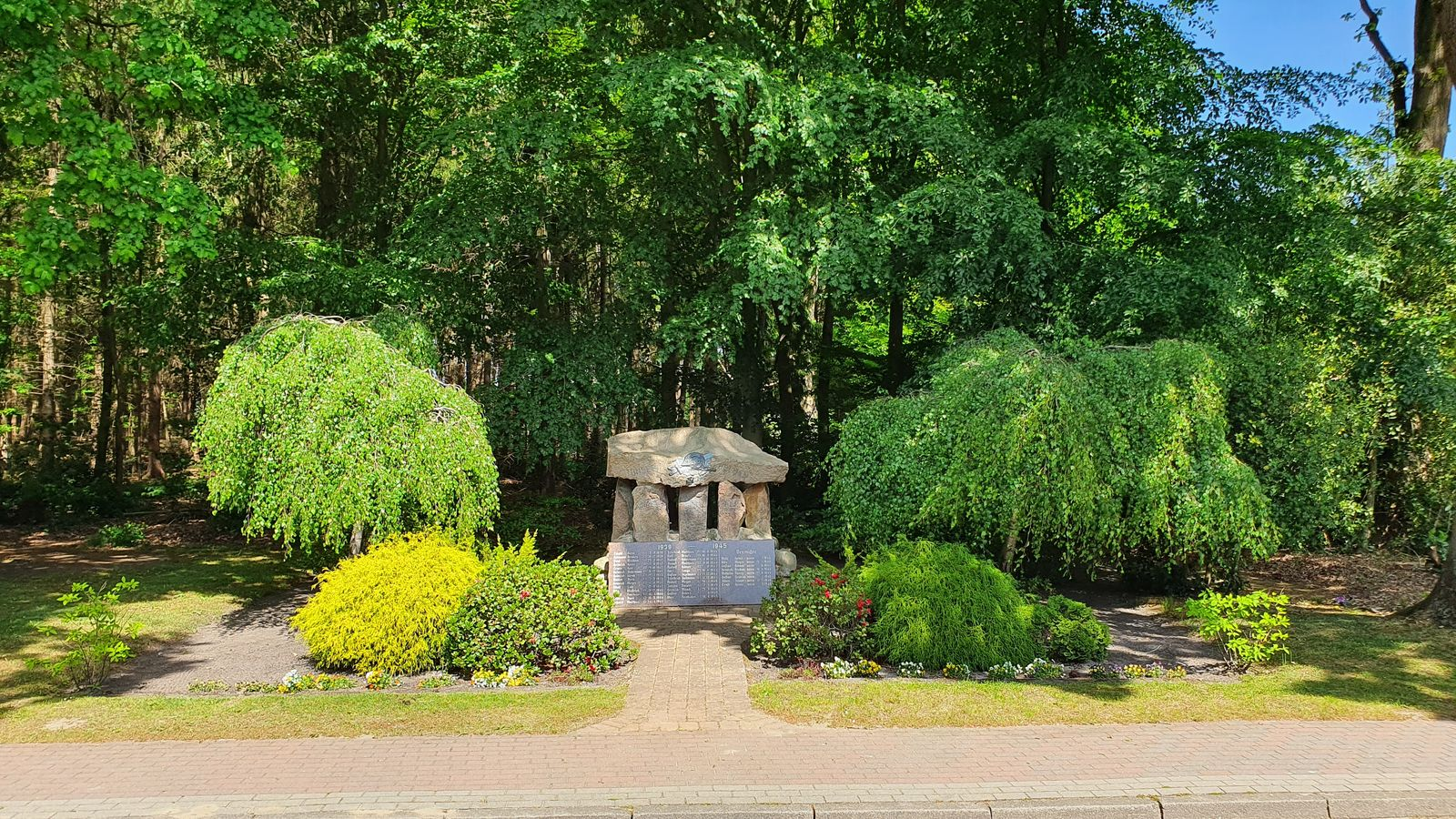
Kriegerdenkmal Kampen

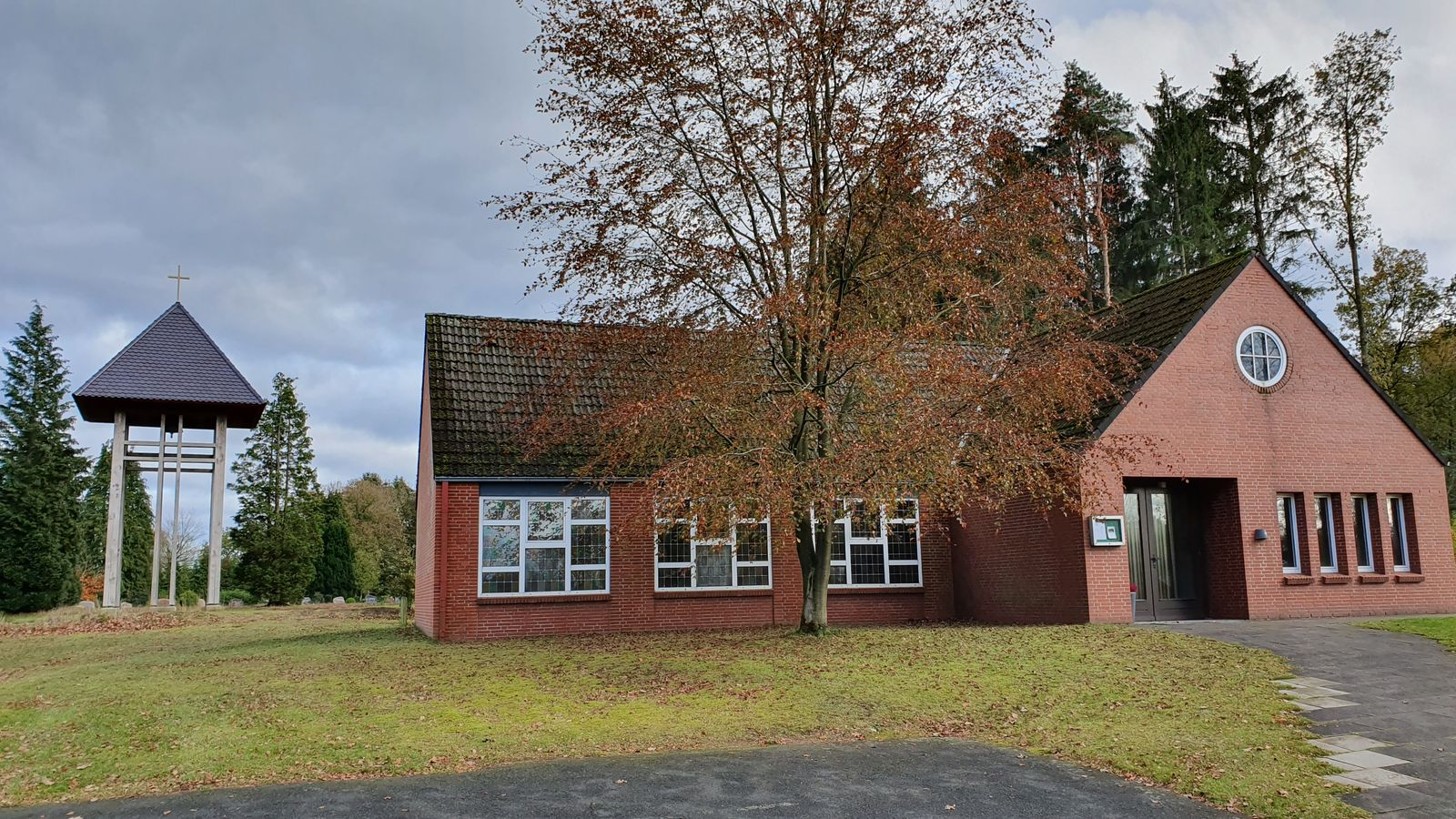
Friedhofskapelle Welle

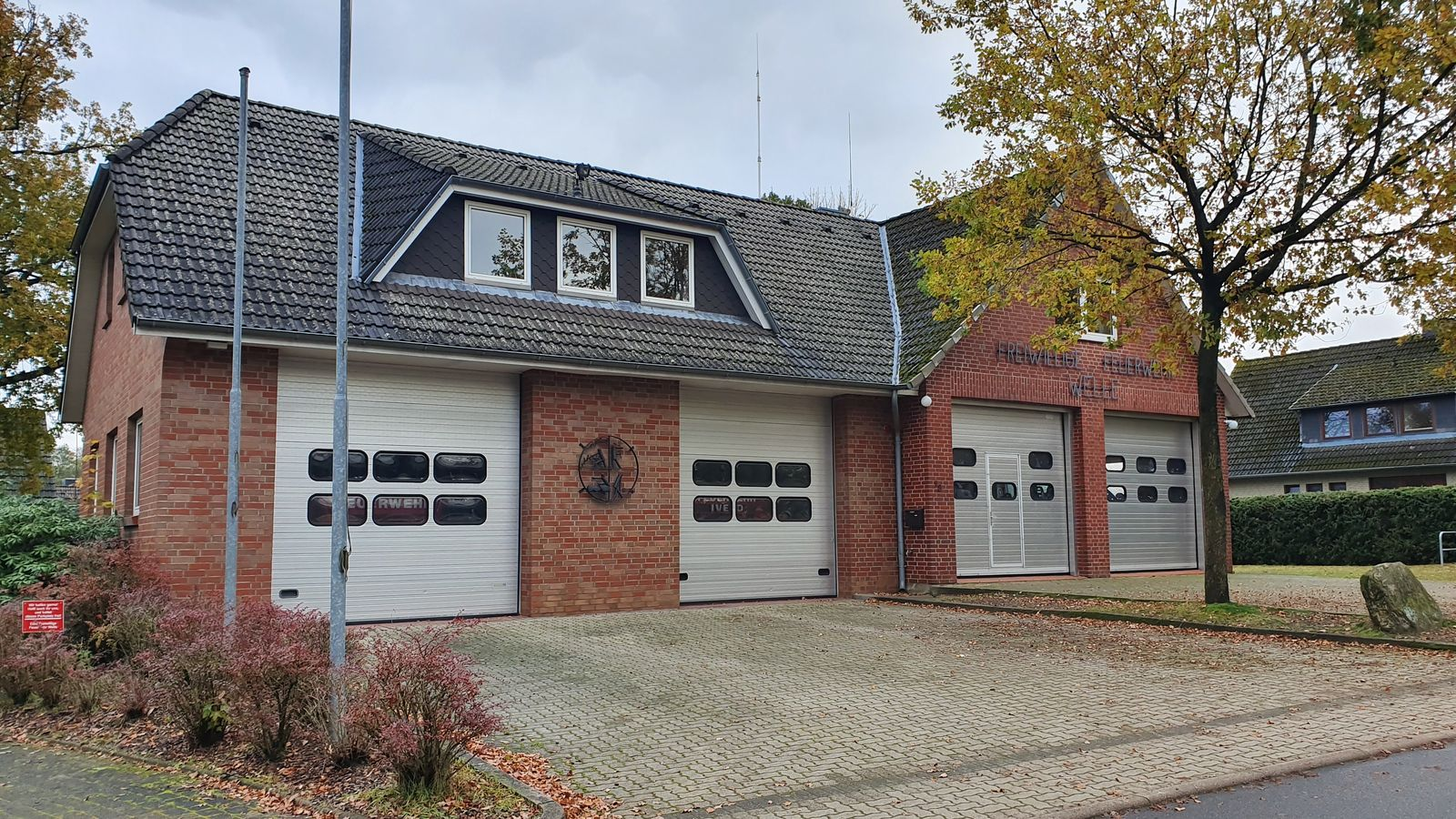
Feuerwehr Welle

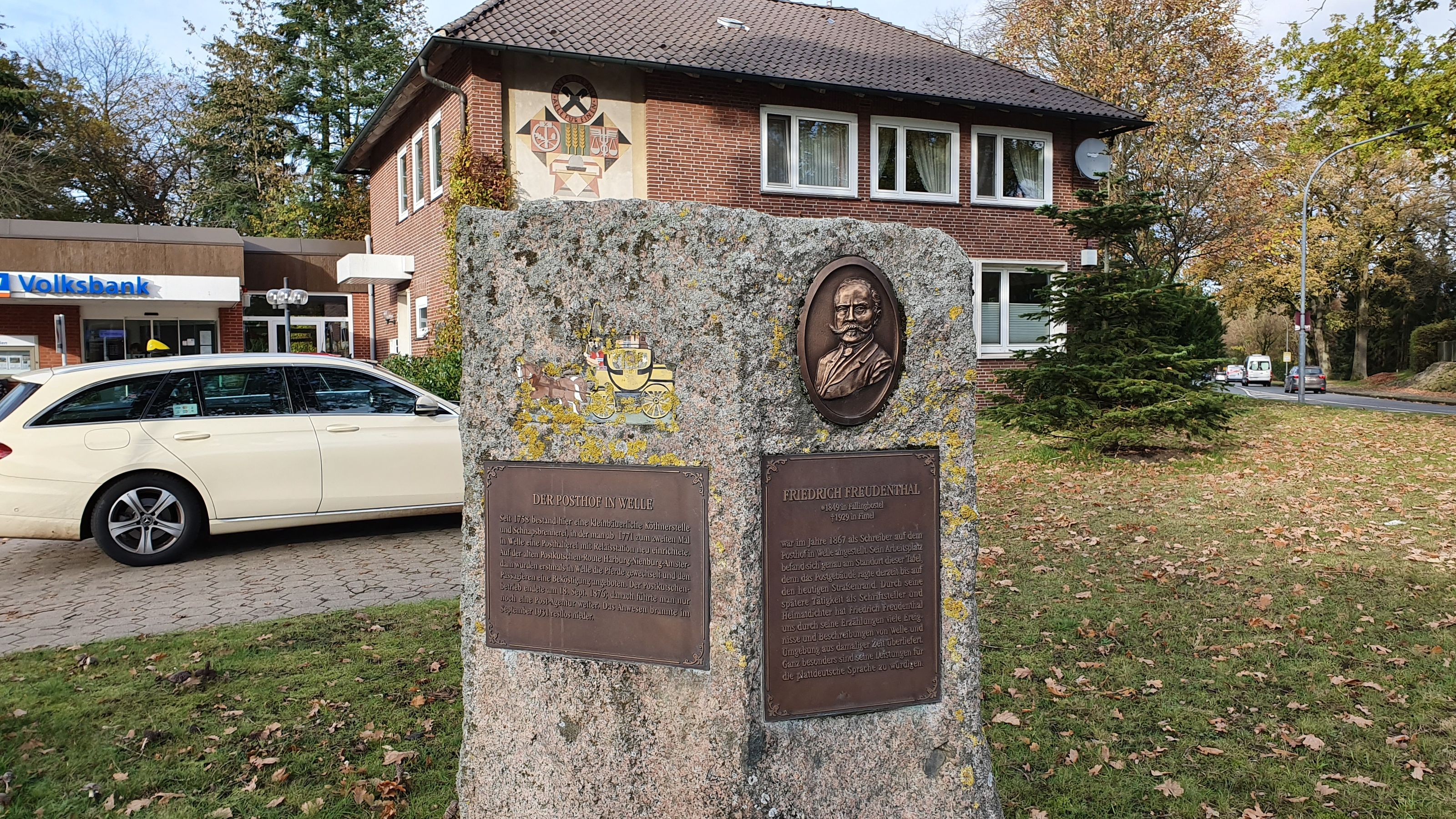
Einer von 14 Gedenksteinen – Der Posthof in Welle und Friedrich Freudenthal

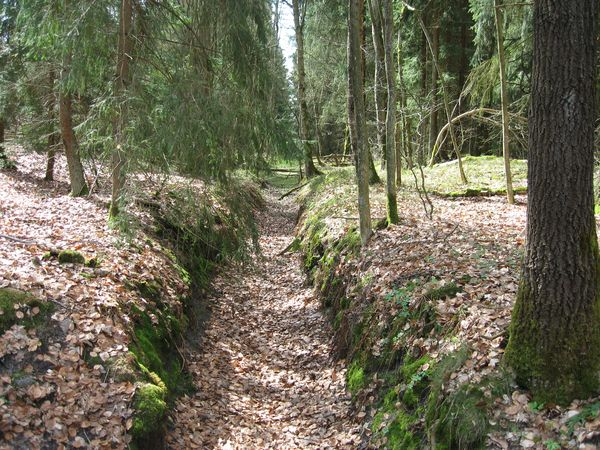
Este oberhalb Cordshagen

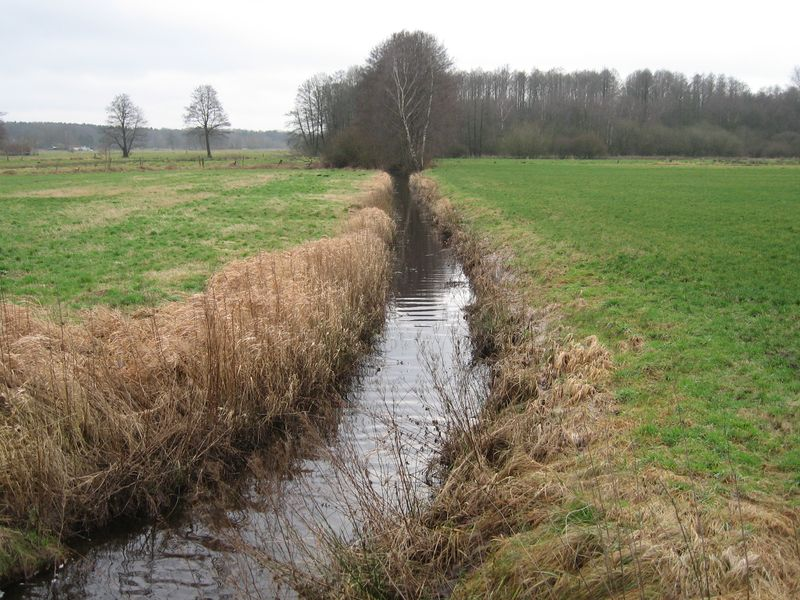
Fuhlaubach

Die Gemeinde Welle (niederdeutsch Will) liegt im Landkreis Harburg in Niedersachsen.

## Geografie

### Geografische Lage
Durch Welle, das am Südende der Harburger Berge liegt, fließen der Fluss Este und die Bäche Fuhlaubach, Kampener Bach und Hoinkenbosteler Bach. Welle liegt an der Straßenkreuzung B 3 und L 141 zwischen Sprötze und Wintermoor.

### Nachbargemeinden
- Buchholz in der Nordheide
- Tostedt
- Otter
- Handeloh
- Schneverdingen

### Gemeindegliederung
Zur Gemeinde Welle gehören die Ortsteile Welle, Kampen, Kamperlien und Hoinkenbostel sowie die Gehöfte Cordshagen, Kamperheide und Hassel.

## Eingemeindungen
Am 1. Juli 1972 wurde die Nachbargemeinde Kampen eingegliedert.

## Politik

### Gemeinderat
Der Rat der Gemeinde Welle setzt sich aus elf Mitgliedern zusammen. Die Ratsmitglieder werden durch eine Kommunalwahl für jeweils fünf Jahre gewählt.
Die vergangenen Gemeinderatswahlen ergaben folgende Sitzverteilungen:
| Wahljahr | WGWK                                                                                 | Einzel | CDU | SPD | FDP | Gesamt   |
| 2021     | 10                                                                                   | 1      | –   | –   | –   | 11 Sitze |
| 2016     | –                                                                                    | –      | 5   | 5   | 1   | 11 Sitze |
| 2011     | –                                                                                    | –      | 6   | 5   | –   | 11 Sitze |
|          | __________________________ WGWK: Wählergemeinschaft Welle Kampen Einzel: Nils Renken |        |     |     |     |          |

### Bürgermeister
Gerd Schröder

### Wappen
Blasonierung: Von Blau und Grün durch silberne Wellenleiste geteilt. Oben eine silberne Windmühle, unten ein goldenes Posthorn.
Das Wappen der Gemeinde Welle besteht aus einer Mühle im oberen Teil des Wappens auf blauem Grund. Dies wird vom unteren Teil durch einen dargestellten Fluss (Este) getrennt. Im unteren Bereich befindet sich ein gelbes Posthorn auf grünem Grund, was ein Symbol für die ehemalige Pferde-Umspann-Station der Post (Linie Celle-Hamburg) ist. Die Mühle steht als Symbol für die Mühle im Ortsteil Kampen.

## Sport

### Turnverein Welle e. V.
In der Mehrzweckhalle der „Sportanlagen auf dem Loh“ finden verschiedene Sportveranstaltungen aus der Samtgemeinde Tostedt statt. Außerdem stehen zwei Fußballfelder (eines davon mit Flutlicht), eine 400-Meter-Laufbahn, Weitsprung- sowie Kugelstoßanlage zur Verfügung. Eine Sparte ist die Tennisabteilung. Ihre vier Tennisplätze (drei davon mit Flutlicht) befinden sich direkt neben den anderen Sportanlagen.

### Schützenverein
Auch der Schießsport ist in der Gemeinde Welle vertreten. Mit rund 350 Mitgliedern gehört der Schützenverein Kampen und Umgegend e. V. von 1921 zu den mitgliedsstärksten in der Region. Das Schützenfest findet jedes Jahr am Wochenende des vierten Sonntags im Juli statt.

## Wirtschaft und Infrastruktur

### Verkehr

#### Straßenverkehr
Welle liegt an der Straßenkreuzung Bundesstraße 3 mit der Landesstraße 141.

#### Öffentlicher Nahverkehr
Welle verfügt über keine reguläre Nahverkehrsanbindung, es fahren lediglich Schulbusse nach Handeloh, Tostedt und Buchholz sowie ein Bus zum Airbus-Werk nach Hamburg-Finkenwerder. An Werktagen kann das Anruf-Sammel-Taxi (AST) der Samtgemeinde Tostedt genutzt werden. Die Buslinie Hamburg-Buchholz-Soltau, die über die B 3 auch durch Welle fuhr, ist 2001 mit dem Verweis auf geringe Fahrgastzahlen und die parallel laufende Heidebahn eingestellt worden.

#### Schienenverkehr
Nächstgelegene Bahnhöfe sind Handeloh (3 km) an der Heidebahn und Tostedt (7 km) an der Hauptstrecke Hamburg-Bremen.

### Freiwillige Feuerwehr
In der Freiwilligen Feuerwehr Welle versehen momentan 50 Kameraden ihren aktiven Dienst, zudem besteht eine Jugendfeuerwehr. Als Stützpunktfeuerwehr besitzt die Feuerwehr ein Löschgruppenfahrzeug LF 10, welches ein gut 30-jähriges LF 16TS im November 2014 ablöste. Weiterhin ist ein 2008 in Dienst gestelltes Tanklöschfahrzeug TLF 20/40 und ein im Jahr 2004 in Dienst gestelltes Mannschaftstransportfahrzeug MTF in Welle stationiert.